# Limnonectes malesianus
Limnonectes malesianus és una espècie de granota que viu a Indonèsia, Malàisia, Singapur i Tailàndia.
Està amenaçada d'extinció per la pèrdua del seu hàbitat natural.